# Кравець Василь Русланович
Василь Русланович Кравець (нар. 20 серпня 1997, Львів, Україна) — український футболіст, лівий захисник «Металіста 1925». 

## Життєпис
Вихованець львівських «Карпат», за команду яких грав в ДЮФЛУ. Перший тренер — Василь Леськів. До юнацької (до 19 років) команди львів'ян зарахований після тріумфального сезону 2013/14, в якому команда Ігора Йовичевича завоювала бронзові медалі юнацького чемпіонату України. Після цього успіху Йовічевич змінив Олександра Севідова на посаді головного тренера основної команди «Карпат».
Кравець почав сезон 2014/15 в «Карпатах» U-19, за які до кінця 2014 року провів 11 матчів і забив 2 голи, ставши одним з лідерів юніорської команди. Під час зимової перерви в чемпіонаті був запрошений на турецькі збори з основним складом. Після відновлення чемпіонату захисник став гравцем молодіжної команди, а 10 травня 2015 в грі проти одеського «Чорноморця» дебютував у Прем'єр-лізі, замінивши на 88-й хвилині матчу Дениса Кожанова. Кравець вперше зіграв в УПЛ у віці 17 років і 263 дні, ставши одним з наймолодших дебютантів сезону. Провівши через тиждень другий матч у вищому дивізіоні, захисник на решту матчів сезону повернувся в «Карпати» U-19, яким вдалося відстояти свої бронзові медалі.
У січні 2017 року клуб іспанської Сегунди «Луго» домовився з «Карпатами» про піврічну оренду Василя з правом викупу. По завершенні терміну оренди іспанський клуб викупив контракт гравця.
Взимку 2019 року захисник уклав контракт з клубом вищого іспанського дивізіону «Леганесом» до літа 2023 року. Сума трансферу становила 2 мільйони євро, які були розділені між двома попередніми клубами Кравця. Дебютував за нову команду в матчі проти мадридського «Реала», в якому його команда сенсаційно перемогла 1:0. З 2020 по 2022 рік грав в оренді за «Луго», польський «Лех» і хіхонський «Спортінг» після чого повернувся до «Леганеса».
1 вересня 2022 року повернувся до України, ставши гравцем полтавської «Ворскли». За даними Transfermarkt український клуб заплатив за Кравця 500 тисяч євро.
28 червня 2024 року підписав дворічний контракт з харківським «Металістом 1925».

## Збірна України
Вистапав за юнацькі збірні України різного віку, від U-16 до U-20. За юнацьку збірну України до 17 років провів 8 ігор і забив 1 гол. Разом із командою їздив до Португалії для гри в еліт-раунді відбіркових змагань до Чемпіонату Європи-2014.
У 2018 році провів два матчі за молодіжну збірну. У тому ж році викликався до складу національної збірної України, двічі потрапляв до заявки на матч, але обидва рази залишався на лавці запасних.

## Поза футболом
Захоплюється боксом. У 2014 році провів спаринг із львівським бійцем Романом Джуманом.